# North Shore (Oahu)
Pour les articles homonymes, voir North Shore.
Le North Shore (La Côte Nord), dans le contexte de la géographie de l'île hawaïenne d'Oahu (ou O'ahu), fait référence à la zone côtière nord de cette île entre la Pointe de Ka'ena (anglais : Kaena Point) et la Pointe de Kahuku (Kahuku Point). La plus grande agglomération est Haleʻiwa. Cette zone est connue pour ses énormes vagues, attirant des surfeurs du monde entier. Une étape du World Championship Tour s'y déroule. Cette partie du littoral est dangereuse à cause du shorebreak et des courants violents.
Kahuku comporte également une base militaire aérienne des États-Unis (en), sa doit se terminer en 2029, et est vivement contesté par une partie de la population, à la suite de la pollution des eaux, notamment à Red Hill, liée à des produits chimiques utilisée par l'armée dans ses carburants,.